# 彼杵郡
- 令制国一覧 > 西海道 > 肥前国 > 彼杵郡
- 日本 > 九州地方 > 長崎県 > 彼杵郡

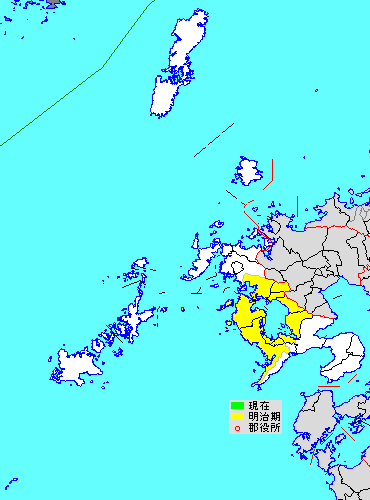
長崎県彼杵郡の位置

彼杵郡（そのぎぐん）は、長崎県（肥前国）にあった郡。

## 郡域
概ね現在の下記の区域にあたるが、行政区画として画定されたものではない。
- 長崎市の大部分（以下の旧高来郡地域を除く）
  - 牧島町、戸石町、上戸石町、船石町、中里町、古賀町、鶴の尾町、松原町以東
  - 宿町、芒塚町、田手原町、早坂町、田上、茂木町、宮摺町、大崎町、千々町、藤田尾町、布巻町、椿が丘町、川原町、宮崎町、脇岬町より南東
  - かき道・三景台町の各一部
- 佐世保市の一部（野崎町、庵浦町、赤崎町、小島町、鵜渡越町、矢岳町、東大久保町、福田町、清水町、中通町、横尾町、春日町、桜木町、赤木町、田代町、小佐世保町、木風町、日宇町、黒髪町、心野町より南東および烏帽子町の一部）
- 諫早市の一部（多良見町各町）
- 大村市・西海市・西彼杵郡・東彼杵郡の全域

## 歴史
彼杵の郡名の由来は諸説あるが、「肥前国風土記」では景行天皇が土蜘蛛と称された現地の豪族（速来津姫 ）から得た3色の玉を賞してこの地を「具足玉国（たまそなうくに・そないたまのくに）」と命名したとの故事を記し、転訛して彼杵と称するようになったとしている。
郡衙は現在の大村市内に置かれていたと推定されている。

### 近世以降の沿革
所属町村の変遷は西彼杵郡#郡発足までの沿革、東彼杵郡#郡発足までの沿革をそれぞれ参照
- 「旧高旧領取調帳」に記載されている明治初年時点での支配は以下の通り。幕府領は長崎奉行が管轄。（1町64村）
  - 後の西彼杵郡域（44村） - 幕府領、肥前大村藩、肥前佐賀藩
  - 後の東彼杵郡域（1町20村） - 肥前大村藩、肥前平戸藩
- 慶応4年
  - 2月2日（1868年2月24日） - 幕府領が長崎裁判所の管轄となる。
  - 5月4日（1868年6月23日） - 長崎裁判所の管轄地域が長崎府の管轄となる。
- 明治2年6月20日（1869年7月28日） - 長崎府の管轄地域が長崎県の管轄となる。
- 明治4年
  - 7月14日（1871年8月29日） - 廃藩置県により、藩領が大村県、佐賀県、平戸県の管轄となる。
  - 11月14日（1871年12月25日） - 第1次府県統合により、全域が長崎県の管轄となる。
- 明治5年（1872年） - 高来郡脇御崎村・為石村・布巻村が本村の一部となる。
- 明治11年（1878年）10月28日 - 郡区町村編制法の長崎県での施行により、彼杵郡のうち、上長崎村ほか1町172村および高来郡日見村・茂木村・川原村・樺島村の区域に西彼杵郡が、大村町ほか1町172村の区域に東彼杵郡がそれぞれ行政区域として発足[2]。同日彼杵郡消滅。